# Dytík úhorní
Dytík úhorní (Burhinus oedicnemus) je středně velkým druhem bahňáka z čeledi dytíkovitých (Burhinidae).

## Popis
Dosahuje velikosti racka (délka těla 38–45 cm, rozpětí křídel 76–88 cm), je velmi nenápadně zbarvený, takže snadno uniká pozornosti. Pouze na křídle má kontrastní černé a bílé proužky. Nejvýraznější jsou jeho velké žluté oči a žlutý zobák s černou špičkou. Obě pohlaví jsou zbarvena stejně, mladí ptáci postrádají výrazné kontrastní zbarvení na křídlech.

## Rozšíření
Hnízdí v Evropě, severní Africe a na rozsáhlém území Asie. Je částečně tažný, se zimovišti v jihozápadní Evropě a Africe.
Hnízdí v otevřené krajině (vřesoviště, okraje stepí, vyschlé bahno atd.). Dříve hnízdil také na území České republiky, především ve středních Čechách a na jižní Moravě, od roku 1995 nebylo hnízdění prokázáno. V Česku je veden jako zvláště chráněný kriticky ohrožený druh.

## Ekologie
Nejaktivnější je v noci. Živí se hlavně bezobratlými (hmyzem, žížalami), ale občas loví i malé savce nebo ptáky. Hnízdo je důlek v holé zemi, snůška čítá 2 53,7 × 38,6 mm velká vejce.

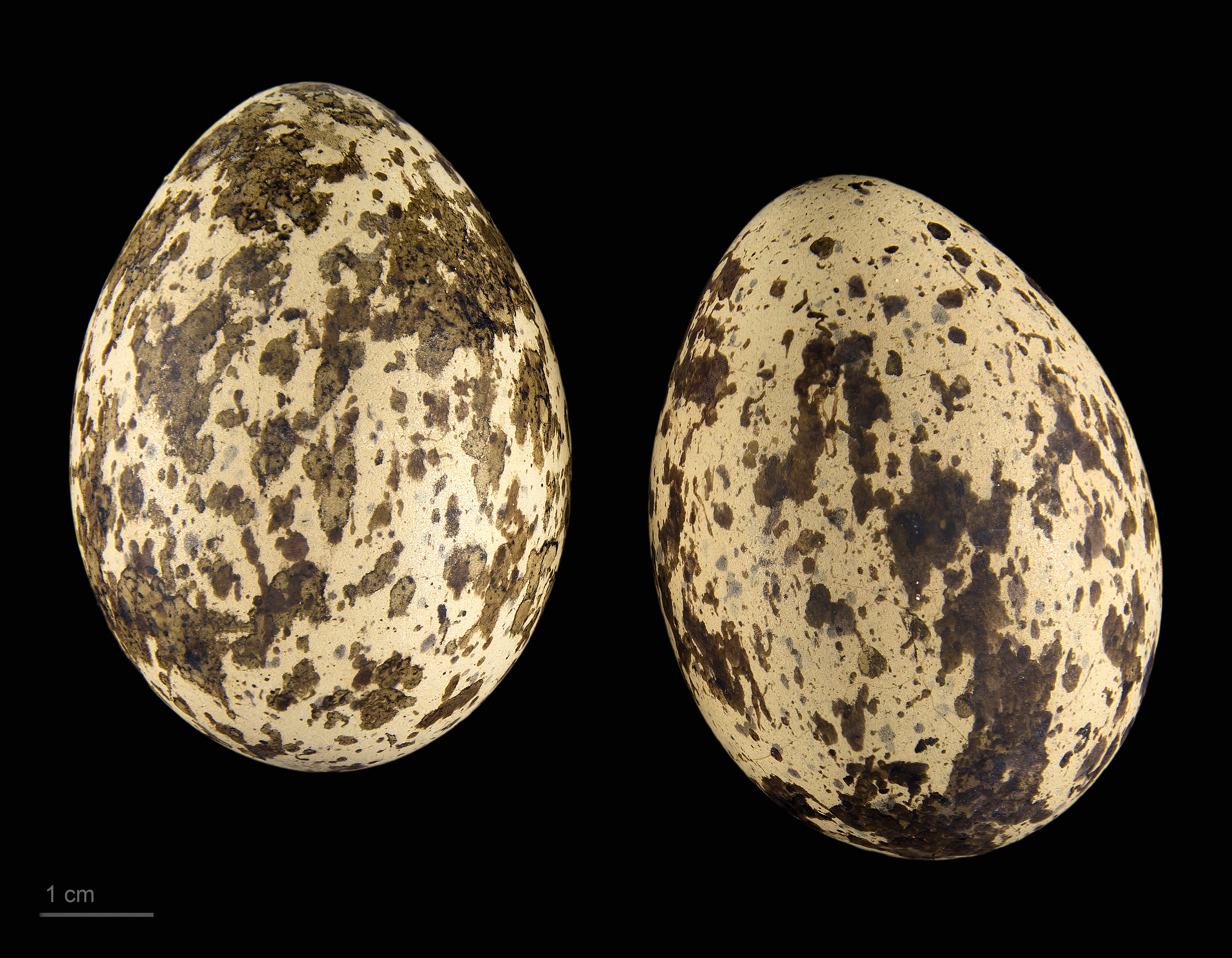
Vejce dytíka úhorního (Burhinus oedicnemus saharae)

## Chov v zoo
Dytík úhorní je chován ve 38 evropských zoo (stav podzim 2018). Nejvíce je přitom zastoupen v zoo Německa a Spojeného království. V Česku je chován v pěti zoologických zahradách:
- Zoo Dvůr Králové
- Zoo Hluboká
- Zoopark Chomutov
- Zoo Plzeň
- Zoo Praha

### Chov v Zoo Praha
První dytík úhorní se do Zoo Praha dostal snad již ve 30. letech 20. století. Údaje však nejsou zcela přesné a kompletní. Počátky současného chovu se datují do roku 2003. O pět let později se podařil první úspěšný odchov. Ke konci roku 2017 byly chovány dva páry. V roce 2018 se podařilo odchovat samici, a tak ke konci roku 2018 bylo chováno 5 jedinců. V květnu 2019 se vylíhlo další mládě.